# Varèse
Pour les articles homonymes, voir Varèse (homonymie).
Varèse (en italien : Varese) est une ville italienne d'environ 80 500 habitants, chef-lieu de la province du même nom en Lombardie.

## Géographie

### Toponymie
Le document le plus ancien qui rapporte le nom de Varèse est un parchemin daté du 8 juin 922, conservé aux Archives d'État de Milan.
Le toponyme Varese semble dériver du préceltique Vara (eau), lié à la proximité du ruisseau Vellone ou du lac homonyme.

### Hameaux et communes limitrophes
Les frazione (hameaux) de la commune sont : Avigno, Bizzozero, Biumo Inferiore, Biumo Superiore, Bobbiate, Bregazzana, Bustecche, Calcinate del Pesce, Calcinate degli Orrigoni, Campo dei Fiori, Capolago, Cartabbia, Casbeno, Lissago, Masnago, Prima Cappella, Rasa di Varese, San Fermo, Sangallo, Santa Maria del Monte, Sant'Ambrogio Olona, Schiranna et Velate.
| Castello Cabiaglio             | Brinzio                                                        | Induno Olona                |
| Gavirate, Casciago, Luvinate   | Varèse                                                         | Arcisate, Cantello, Malnate |
| Bodio Lomnago, Cazzago Brabbia | Lozza, Gazzada Schianno, Buguggiate, Azzate, Galliate Lombardo | Vedano Olona                |

### Relief
La ville de Varèse occupe une position caractéristique, au pied du Sacro Monte di Varese, dans les pré-alpes varésines, qui fait partie du massif du Campo dei Fiori et qui abrite un observatoire astronomique ainsi que le Centro Geofisico Prealpino, station météorologique dirigée par feu le professeur Salvatore Furia.
Le village qui occupe la partie moyenne de la montagne est appelé Santa Maria del Monte en raison du sanctuaire d'origine médiévale, auquel on accède par l'avenue des chapelles du Sacro Monte. Le lac de Varèse qui borde la ville au niveau de plusieurs frazioni dessine les limites de la partie basse de la commune.
Varèse est située sur sept collines :
- colline de San Pedrino (402 m) ;
- colline de Giubano (407 m) ;
- colline de Campigli (453 m) ;
- colline de Sant'Albino (406 m) ;
- colline de Biumo Superiore (439 m) ;
- colline de Montalbano (411 m) ;
- colline des Miogni (492 m).

Le territoire de la commune se situe entre 238 et 1 150 mètres d'altitude. L'amplitude altimétrique totale est de 912 mètres. La mairie est située à 382 mètres d'altitude. Question sismicité, la ville appartient à la zone 4, classée par la protection civile comme insignifiante.

### Hydrographie
Le territoire de Varèse est baigné par de nombreux cours d'eau ; il est en partie couvert par le lac de Varèse. Dans le hameau Rasa di Varese, la rivière Olona prend trois de ses sources. Toujours dans ce hameau, l'Olona reçoit les eaux des ruisseaux Legnone, Des et Sesnivi. En aval, dans la région de Bregazzana, les ruisseaux Braschè, Pissabò, Boscaccia et Grassi s'écoulent également dans l'Olona. Au nord-est de Varèse, la branche torrentielle orientale de l'Olona se jette dans la Valganna. À la frontière entre Varèse et Induno Olona, coule la rivière Pedana della Madonna .
Au nord-est, la branche est-orientale de l'Olona qui coule dans Valganna, rejoint le ruisseau Pedana della Madonna, à la frontière entre Varèse et Induno Olona. En dessous de Santa Maria del Monte coule ce qui peut être considéré comme le cours d'eau de Varèse, le ruisseau Vellone. Après avoir baigné le quartier de Velate, il traverse la ville, puis s'écoule dans l'Olona dans le hameau de Belforte.
Au nord de la frazione Rasa di Varese, naît le ruisseau Buragona, alimenté par le Valgalinna et affluent du lac de Brinzio. À l'extrême nord du territoire varésin, sous la crête du Campo dei Fiori, naissent l'Intrino et le Riazzo qui baignent l'agglomération de Brinzio. Dans la partie montagneuse de Varèse, naissent des ruisseaux qui se jettent dans le lac de Varèse, tels le Val Luna et le Rio di Casciago.
Au sud de Varèse, se déverse le Roggia Nuova qui se jette dans le lac de Capolago. À Bizzozero se trouve le ruisseau Selvagna qui se jette dans l'Olona près de Castiglione Olona. À Torre San Quirico, à la frontière avec Gazzada-Schianno, naît le ruisseau Arno ou Arnetta, l'un des principaux cours d'eau du Basso Varesotto et de l'Alto Milanese.
Il convient également de souligner que Varèse est nommée la « terre des lacs » pour les sept bassins qui la baignent.
- Le lac de Varèse
- Le lac Majeur
- Le lac de Comabbio
- Le lac de Monate
- Le lac de Lugano
- Le lac de Ghirla
- Le lac de Ganna

Dans le voisinage de la province, se trouve également le lac de Côme. Cet ensemble de lacs, a fait dire à Stendhal, dans son recueil Rome, Naples et Florence « Ensemble magnifique ; au coucher du soleil, nous apercevions sept lacs. Croyez-moi, mon ami, on peut courir la France et l'Allemagne sans avoir de ces sensations-là. »

## Histoire

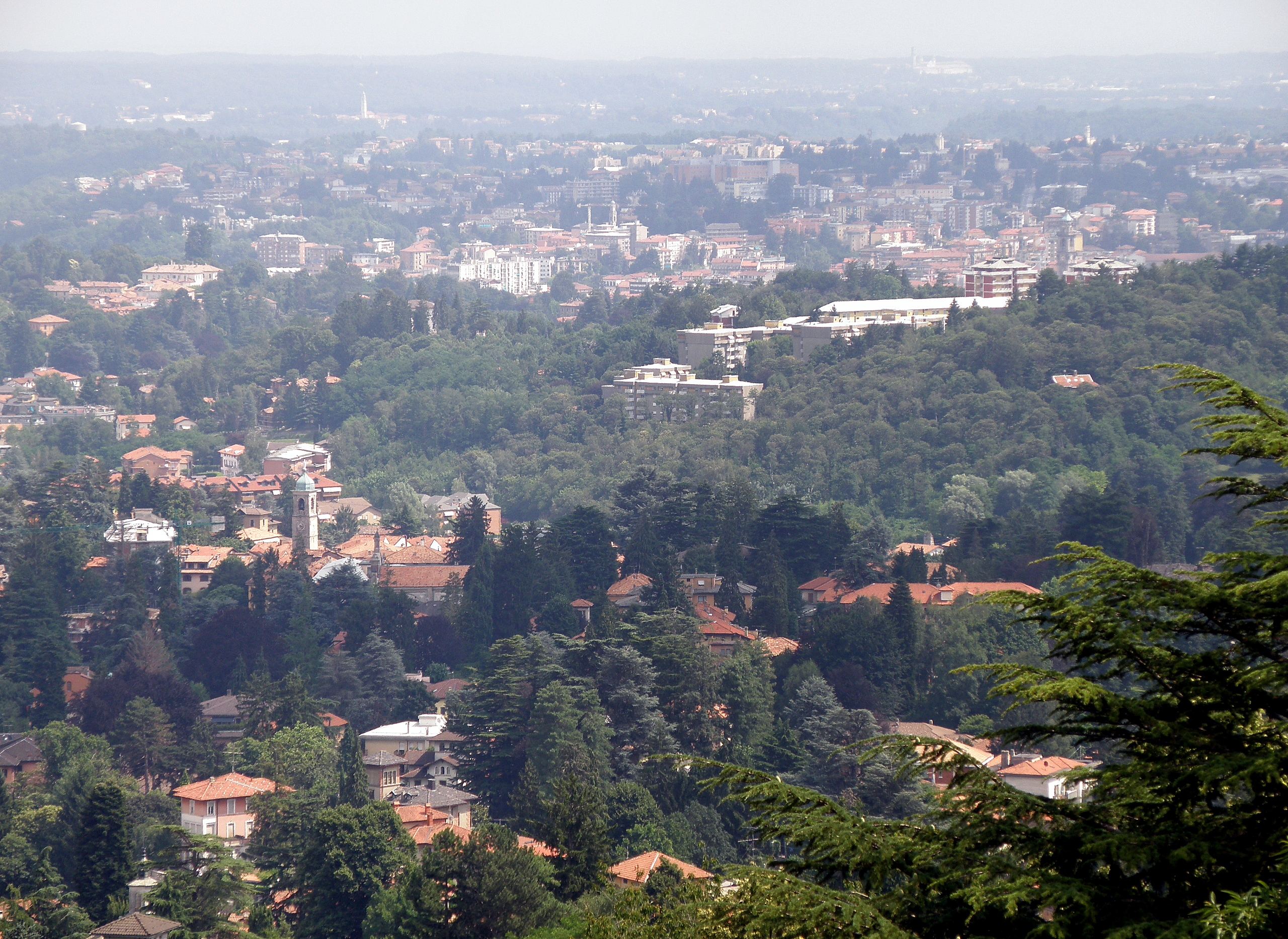
Varèse, l'agglomération vue depuis le Mont sacré.

### Antiquité
Les premières traces de site habité retrouvées sur le territoire de la commune remontent à la préhistoire, en effet les nombreux objets exposés au musée de la Villa Mirabello et les découvertes d'habitations palafittes sur l'île Virginia démontrent que le territoire était déjà habité en 3000 av. J.C. C'est en 1863 que l'abbé Stoppani accompagné de deux archéologues suisses retrouva des restes palafittes sur cet îlot au large de Biandronno. Des recherches successives ont conduit à la découverte sur le lac d'une autre dizaine d'habitations dispersées entre les communes actuelles de Bardello, Cazzago Brabbia et Bodio Lomnago, et datées entre le néolithique inférieur et l'âge du fer.
Cependant, il n'y a pas d'indications précises sur ce village avant le développement de la culture de Golasecca étendue à toute la région lombarde-piémontaise, et son évolution se serait poursuivie bien après la fondation de l'Empire romain. Les importantes voies de communication utilisées en particulier par des marchands et des troupes militaires qui reliaient Milan et la Suisse actuelle en passant par Valganna, Ponte Tresa et le canton du Tessin, ont vite accentué l'importance de Varèse comme lieu de transit.

### Moyen Âge
La présence d'édifices comme la Torre degli Ariani près du Sacro Monte ou bien l'église des Santi Ippolito e Cassiano près de la frazione de Velate témoignent de la vitalité socio-économique de la ville déjà à l'époque romaine tardive. Des recherches archéologiques menées à la charnière entre le XXe et le XXIe siècle dans la crypte du sanctuaire du Sacro Monte ont confirmé la présence d'une première installation paléochrétienne à cet endroit.
Durant le haut Moyen Âge, Varèse participe aux luttes intestines entre Côme et Milan. Les relations avec cette dernière remontent à 1045 avec l'élection comme archevêque de Milan du varésin Guido da Velate et à l'alliance de la Ligue lombarde qui allait causer la défaite des troupes impériales de Frédéric Barberousse en 1176 à Legnano. Avec la chute de Castelseprio en 1287 et l’ascension des Visconti, la relation de Varèse avec Milan devint encore plus proche et durable.
Investie au XIe siècle de la construction de plusieurs forts défensifs (encore existants en partie aujourd'hui) destinés à contrôler l'accès au nord de la plaine du Pô, au cours du Trecento Varèse se dota des premiers statuts réglementant la vie citadine, fondées sur une autonomie gouvernementale substantielle et privilégiée qui dura, à quelques rares exceptions, jusqu'à la seconde moitié du XVIIIe siècle. Après les troubles qui ont éclaté avec la mort de Jean Galéas Visconti, en 1407 le condottiere Facino Cane, comte de Biandrate, se proclame seigneur de Varèse, usurpant des privilèges qui seront restitués au bourg trois ans plus tard par Jean Marie Visconti.
La période subséquente du règne des Sforza assure à Varèse, choisie comme siège d'une importante foire pour la vente de chevaux étrangers, un certain développement économique avec le renforcement du commerce local. À la suite des invasions de mercenaires suisses, du début de la domination espagnole et de plusieurs épidémies, la localité glissa dans une époque de décadence, de laquelle Varèse ne se remettra seulement qu'au début du XVIIe siècle.

### Époque moderne
L’avènement de Charles Borromée comme archevêque de Milan marqua pour Varèse une importante période de renouveau politique et culturel. Sa visite en 1567 contribua effectivement à en modifier l'institution ecclésiastique, donnant une nouvelle énergie au monastère de Santa Maria del Monte, qui dès lors allait voir s'ouvrir une des plus importantes entreprises artistiques de Lombardie. Le projet, qui prévoyait la réalisation d'une Via Sacra pour relier le sanctuaire, a commencé lorsque le père Giovanni Battista Aguggiari réussit à récolter la somme d'un million de livres impériales, avec la participation de certaines familles nobles milanaises. Auparavant, le seul accès au sanctuaire suivait le sentier non pavé qui aujourd'hui encore relie le quartier de Velate au Sacro Monte et au Campo dei Fiori, passant par le Monte San Francesco in Pertica qui pendant des siècles avait abrité une tour d'observation romaine et une des plus anciennes communautés franciscaines de l'époque.
C'est probablement Borromée qui a décrété le déclin définitif du lieu et le changement drastique en faveur d'une communauté monastique féminine liée aux plus importantes familles nobles de l'époque. La réalisation de l'opéra, commencée en 1604 et achevée sous sa forme actuelle en 1698, vit la participation de célèbres artistes comme Il Morazzone et Il Cerano sous la direction initiale de Giuseppe Bernasconi. L'entreprise, qui transforma Varèse en un authentique rempart du catholicisme contre la menace protestante, a été menée à travers les crises épidémiques du début du XVIIe siècle, la plus grave d'entre elles (enregistrée en 1628) a causé de grandes famines et de nombreux décès dus à la peste.
Durant la seconde moitié du siècle, la situation politique se stabilisa et, au XVIIIe siècle, les frontières avec la Suisse furent confirmées au congrès de Varèse de 1752, anticipant la réforme de l'administration communale seulement cinq ans plus tard. Cette réforme abolit toutes les localités et le gouvernement fut confié à l'assemblée générale oligarchique de tous les riches possédant au moins 3000 lires de patrimoine, qui élisait ses propres députés permanents et un conseil de régence, en plus de divers magistratures telles que le chancelier, le maire et le concierge, tous soumis à l'autorité suprême du podestat.
En 1765, Marie-Thérèse d'Autriche concéda Varèse comme fief personnel à François III d'Este, duc de Modène et seigneur de Varèse. Ce fut une période particulièrement heureuse et prospère, également d'un point de vue culturel.
De nouveaux monastères furent construits, comme les Capucins, les Carmélites de Barmen, les moines de Saint-Antoine et d'autres nouvelles confréries et leurs orateurs. Début de l'âge d'or de la villégiature varésine, qui se développe tout au long du XIXe siècle jusqu'à la Première Guerre mondiale.
À la montée sur le trône du Saint-Empire de Joseph II, Varèse devint la résidence d'un Intendant et fut désigné comme chef-lieu d'une des six provinces qui subdivisèrent la Lombardie en 1786. Avec l'élévation du bourg en chef-lieu de la province homonyme le territoire de la commune comprenait également la circonscription de Gallarate.
En 1797, à la suite de l'invasion napoléonienne, la ville devint le chef-lieu de l'éphémère département du Verbano, avant qu'il ne soit supprimé et intégré au département d'Olona. En 1801, Varèse fut rétrogradée au rang de vice-préfecture au sein du département du Lario dont le chef-lieu était Côme. Le gouvernement de Napoléon Ier décréta la première expansion du territoire communal, statuant en 1801 l'annexion de Bobbiate et de Capolago, et en 1812 celle de Lissago, Masnago et Induno.

### Époque contemporaine
Après la chute de Napoléon Ier, la fin des bouleversements liés à l'occupation française et la restauration de l'Ancien Régime, en 1816, le bourg redimensionné fut élevé au rang de ville (avec ses prérogatives politiques et administratives et l'élection du premier conseil municipal) par l'empereur François Ier d'Autriche, qui confirma toutefois l'appartenance de Varèse à la province de Côme, nouveau nom du département du Lario.
Avant que les Autrichiens ne soient chassés définitivement à la bataille de Magenta le 4 juin 1859, Varèse vit son moment de gloire le 26 mai 1859, durant lequel Garibaldi et les garibaldiens l'emportèrent sur les troupes du général Karl von Urban. L'Unité nationale de 1861 constitua pour la ville la rampe de lancement de son développement économique et sociale qui, poursuivi jusqu'à la Première Guerre mondiale, concerna l'industrie de la papeterie, du cuir, de la chaussure, de la mécanique et de l'aéronautique. Une telle croissance généralisée a non seulement conduit à un bien-être considérable parmi la population, mais aussi à un aménagement urbain ordonné qui valut à Varèse le titre de città giardino (cité-jardin en français). La réalisation d'au moins une centaine de grandes villas avec jardin, ajoutées aux luxueux hôtels de style Art nouveau (conçus entre autres par l'architecte milanais Giuseppe Sommaruga), a accentué l’intérêt touristique de Varèse au début du XXe siècle.
Cinq ans après l'avènement au pouvoir en Italie du fascisme, en 1927, Mussolini éleva Varèse au rang de chef-lieu de la nouvelle province homonyme, coupant le lien avec la ville de Côme. L'année suivante, le territoire municipal fut élargi avec l'agrégation des municipalités voisines de Bizzozero, Bobbiate, Capolago, Induno Olona, Lissago, Masnago, Sant'Ambrogio Olona, Santa Maria del Monte et Velate.
Varèse et son territoire ont fait l'objet d'actions partisanes importantes et significatives, en particulier pendant les années de la République sociale italienne (1943-1945), lorsque la ville est tombée entre les mains des troupes nazi-fascistes. L'échec de l'importante action partisane menée par le groupe Regio Esercito Italiano-Gruppo 5 giornate du colonel des bersagliers Carlo Cross, a marqué le début d'une répression brutale des antifascistes, des déserteurs et des juifs. Ces derniers, issus des principaux centres urbains d'Italie, se sont dirigés vers la Suisse (lorsqu'ils n'étaient pas capturés sur le territoire italien ou victimes d'un rejet injustifié à la frontière) et ont parfois bénéficié de l'aide des populations locales. Un rôle décisif pour leur salut se joua à Varèse. Calogero Marrone, responsable du service de l'état-civil, mit sa propre vie en danger et falsifia des dizaines de documents, permettant ainsi une fuite plus facile pour beaucoup d'entre eux.
À la fin de la Seconde Guerre mondiale, la ville et son territoire, progressivement élargi et duquel Induno Olona fut détachée en 1950, sous la poussée du développement économique et social a connu des transformations urbanistiques importantes et déjà controversées dans les années 1930 (comme la création de Piazza Monte Grappa sur le projet de Vittorio Ballio Morpurgo) entraînées par une forte croissance industrielle et une augmentation démographique parallèle.

## Politique et administration
| Période                                  | Période         | Identité             | Étiquette                      | Qualité            |
| ---------------------------------------- | --------------- | -------------------- | ------------------------------ | ------------------ |
| 25 avril 1945                            | 25 mars 1946    | Enrico Bonfanti      | Comité de libération nationale |                    |
| 25 mars 1946                             | 1951            | Luigi Cova           | Parti socialiste italien       |                    |
| 1951                                     | 1956            | Arturo Dall'Ora      | Démocratie chrétienne          |                    |
| 1956                                     | 1964            | Lino Oldrini         | Démocratie chrétienne          |                    |
| 1964                                     | 1964            | Carlo Martinenghi    | Démocratie chrétienne          |                    |
| 1964                                     | 1978            | Mario Ossola         | Démocratie chrétienne          |                    |
| 1978                                     | 1985            | Giuseppe Gibilisco   | Démocratie chrétienne          |                    |
| 1985                                     | 1990            | Maurizio Sabatini    | Démocratie chrétienne          |                    |
| 1990                                     | 1992            | Luciano Bronzi       | Parti socialiste italien       |                    |
| 1992                                     | 1992 (13 jours) | Angelo Monti         | Démocratie chrétienne          |                    |
| 1992                                     | 1993            | Umberto Calandrella  |                                | Commissaire préfet |
| 1993                                     | 1998            | Raimondo Fassa       | Ligue du Nord                  |                    |
| 1998                                     | novembre 2005   | Aldo Luigi Fumagalli | Ligue du Nord                  |                    |
| novembre 2005                            | 6 juin 2006     | Sergio Porena        |                                | Commissaire        |
| 6 juin 2006                              | 20 juin 2016    | Attilio Fontana      | Ligue du Nord                  |                    |
| 20 juin 2016                             | En cours        | Davide Galimberti    | Parti démocrate                |                    |
| Les données manquantes sont à compléter. |                 |                      |                                |                    |

### Jumelages
- Romans-sur-Isère, depuis 1957
- Tongling
- Alba Iulia, depuis 2003

## Économie
Important centre industriel lombard, dans son arrière-pays se trouvent plusieurs entreprises importantes au niveau national et mondial :
- Bticino (équipement électrique)
- MV Agusta (motos)
- Cagiva (motos)
- Ignis (puis Whirlpool)
- Prealpi (beurre et fromages)
- Vodafone Automotive (automobile)

En 1999, le fabricant de moto MV Agusta ouvre à Cassinetta di Biandronno (Varèse) sa nouvelle usine. Le groupe compte alors 500 employés, dont 150 en recherche et développement.
Varèse est renommée pour le travail artisanal de l'osier orienté vers la production de paniers.

## Transports
La gare Trenord qui relie Milan en 52 minutes (trains directs), via Saronno, mais aussi Laveno au bord du Lac Majeur.
La gare Trenitalia, qui relie également Milan, via Gallarate, mais aussi Porto Ceresio, Mendrisio, Lugano et Côme.
Extrêmement bien desservie, on peut rejoindre Varèse grâce aux liaisons avec les bus.
La ville dispose d'un important réseau urbain et la régularité des passages facilite grandement les déplacements dans la ville. Un funiculaire permet d'atteindre Santa Maria del Monte depuis la station de Vellone.

## Culture
En 2008, Varèse a accueilli les Championnats du monde de cyclisme. Elle les avait également accueillis en 1951.

## Monuments
- Au bout du Corso Matteotti, artère commerçante de la ville, s'ouvre une jolie place où s'élève la « Basilica di San Vittore », datant des XVIe et XVIIe siècles, dotée d'une façade néoclassique et d'un remarquable campanile baroque. Près de la Basilique, un Baptistère roman conserve des fresques et des sculptures. Érigé en 1771, le « Palazzo Estense » sert aujourd'hui d'Hôtel de Ville. Autour de ce Palais, les « Giardini Estensi » présentent un bel exemple de jardin à l'italienne.

- La fontaine de la place Monte Grappa et les édifices religieux environnants.

- Le village de Santa Maria del Monte surplombe Varèse et les lacs environnants. On peut apercevoir, par temps très clair, la pointe de monuments des grandes villes de la région comme le haut du dôme de Milan. On peut aussi y accéder par le chemin de croix ponctué de quinze chapelles. Comme dans le Rosaire lui-même, les chapelles sont divisées en cinq groupes de cinq. Leur architecture, celle des puits et des fontaines est variée, ainsi que leur ornementation, statues et fresques. La quatrième chapelle a été décorée à la demande du cardinal Luigi Omodei et de son frère banquier Emilio Omodei, par Giovanni Ghisolfi, un peintre baroque spécialisé dans les paysages architecturaux.

- Le sanctuaire de Santa Maria del Monte fut un lieu de pèlerinage dès le Moyen Âge. Le mont sacré du Rosaire, ou Sacro Monte, fut édifié après le Concile de Trente. Les travaux commencèrent en 1604, le long d'une voie pavée de 2 km représentant les Mystères du Rosaire, devenus de plus en plus populaires à partir de la bataille de Lépante (1571). Le mont sacré du Rosaire ou Sacro Monte, fait partie des lieux de pèlerinage dit les Sacri Monti en Piémont et Lombardie. Grâce à de somptueuses donations, la construction fut beaucoup plus rapide que celle des autres monts sacrés, et treize des chapelles étaient achevées en 1623. En 1698, elle était terminée, sous sa forme actuelle, avec 15 chapelles, dont la dernière fut érigée dans le sanctuaire de 1474 au sommet.

- Ghisolfi a également peint les voûtes de la basilique de San Vittore, dans le centre-ville.

## Sports
- La Pallacanestro Varèse.
- Le HC Varèse a remporté à deux reprises la Série A de hockey sur glace.
- Le Varèse Calcio.
- La ville a accueilli les championnats du monde de cyclisme sur route en 2008.

## Personnalités liées à Varèse
- Giovanni Ghisolfi (1623-1683), peintre baroque, né à Milan
- Flaminio Bertoni (1903-1964), sculpteur et designer automobile.
- Giulio Bizzozero (1846-1901), médecin, pionnier de l'histologie.
- Lilli Carati, actrice, née à Varèse le 23 septembre 1956.
- Giacomo Campiotti, scénariste et réalisateur, né à Varèse en 1957.
- Stefano Garzelli, coureur cycliste, vainqueur du Tour d'Italie 2000, né à Varèse le 16 juillet 1973.
- Giuseppina Grassini (1773-1850), chanteuse d'opéra.
- Dante Isella (1922-2007), philologue et historien de la littérature, membre de l'Accademia dei Lincei (Académie des Lycéens).
- Roberto Maroni, homme politique, ministre de l'Intérieur italien de 2008 à 2011, président de la région de Lombardie depuis 2013, né à Varèse le 15 mars 1955.
- Andrea Meneghin, joueur de basket-ball, né à Varèse le 20 février 1974.
- Mario Monti, économiste et homme politique, né à Varèse le 19 mars 1943.
- Daniele Nardello, coureur cycliste, né à Varèse le 2 août 1972.
- Attilio Nicora, cardinal, né à Varèse le 16 mars 1937.
- Aldo Ossola, joueur de basket-ball, né à Varèse le 13 mars 1945.
- Franco Ossola (1921-1949), joueur de football.
- Andrea Peron, coureur cycliste, né à Varèse le 14 août 1971.
- Carlo Scognamiglio, professeur et homme politique, né à Varèse le 27 novembre 1944.
- Paolo Vanoli, joueur de football, né à Varèse le 12 août 1972.